# گیلنبویرن
گیلنبویرن (به آلمانی: Gillenbeuren) یک شهر در آلمان است که در کوخم-تسل واقع شده‌است. گیلنبویرن ۲۲۲ نفر جمعیت دارد.